# 楊三郎 (作曲家)
楊三郎（1919年10月18日—1989年5月25日），本名楊我成。臺北永和人。臺灣作曲家，代表作有《孤戀花》、《望你早歸》、《秋風夜雨》、《港都夜雨》等等。
六歲遷居台北市。十六歲跟鄭玉東學習小提琴，後改習小喇叭，十七歲即被邀請在同聲俱樂部獻藝。1937年赴日本，拜音樂家清水茂雄為師，學習音樂，1940年赴滿洲國各地，擔任樂師，1945年因中日戰爭轉趨激烈而回台。1946年組樂隊加入台灣廣播電台（中國廣播公司前身），因而結識當時擔任演藝股長的呂泉生，同年即在呂泉生鼓勵下，完成處女作——《望你早歸》而揚名歌壇。1948年，他結識周添旺，兩人先後合作了《孤戀花》、《思念故鄉》、《秋風夜雨》等名作；楊三郎的創作量也隨著他的「樂師生涯」而屢有佳作出現，如《港都夜雨》、《秋怨》等等。1952年組「黑貓歌舞團」至全台各地巡迴演出，1965年解散。1976年，楊三郎在桃園投資經營尚大農牧場，從事較大規模畜禽飼養，原擬從此由流行歌壇退休，但是他仍不放棄唱片業者「邀約」，還屢為歌壇效力。
晚年，民眾之台灣意識興起，台語歌曲逐被重視，他原擬重回作曲崗位，不幸此時受侵病魔，1989年5月終因糖尿病引起的併發症過世，享壽70歲。
1992年，台北縣立文化中心（今新北市立文化中心）曾為他舉辦作品音樂會及出版紀念專輯，政府也在其家鄉永和仁愛公園內為其樹立銅像。
2019年，新北市立圖書館為紀念作曲家楊三郎百歲冥誕，將《孤戀花》創作手稿首公開，並邀請到高齡84歲的寶島歌后紀露霞、資深歌手李靜美、擔任樂手的前台視大樂團首席鋼琴葉瑞松老師、以及永和網溪國小的管樂團，演出楊三郎揚名歌壇的處女作《望你早歸》，以及《孤戀花》、《秋怨》、《台北上午零時》、《港都夜雨》、《春風歌聲》等多首經典代表作。

## 相關詞條
- 活躍於臺灣日治時期（20世紀）重要的臺語流行音樂人（包含作詞人、作曲人、歌手），有：林清月、王雲峰、許丙丁、鄧雨賢、陳君玉、姚讚福、江中清、李臨秋、蘇桐、周添旺、陳秋霖、陳水柳、陳達儒、郭玉蘭（又名雪蘭，女歌手）、林氏好（女歌手）、純純（女歌手）、愛愛（女歌手）、吳晉淮、呂泉生、吳成家、那卡諾、許石、楊三郎、葉俊麟、洪一峰等人。

### 腳註
1. ↑  .   [2017-10-10]. （原始内容存档于2022-05-21）.

### 其他
- 鄭恆隆、郭麗娟，《台灣歌謠臉譜》，玉山社，2002年：ISBN 957824679X
- 杜文靖，《台北縣鄉土人物群像》，台北縣政府文化局，2002年：ISBN 9570125284

## 外部連結
- 臺灣音樂群像 楊三郎 （页面存档备份，存于）